# ثعلب نر
ثعلب نر (نام علمی: Orchis mascula) نام یک گونه از سرده ارکیده است.

## نگارخانه

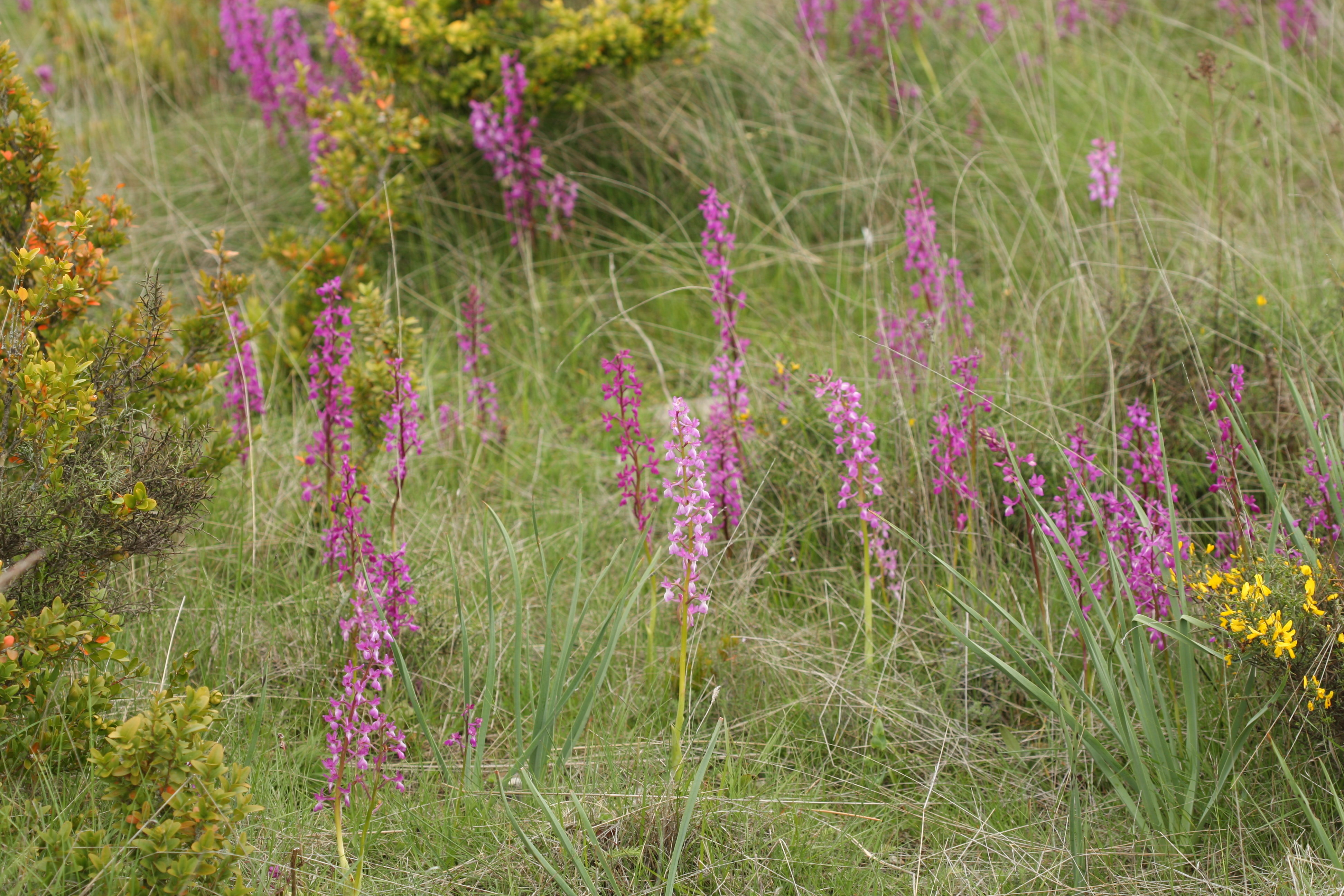
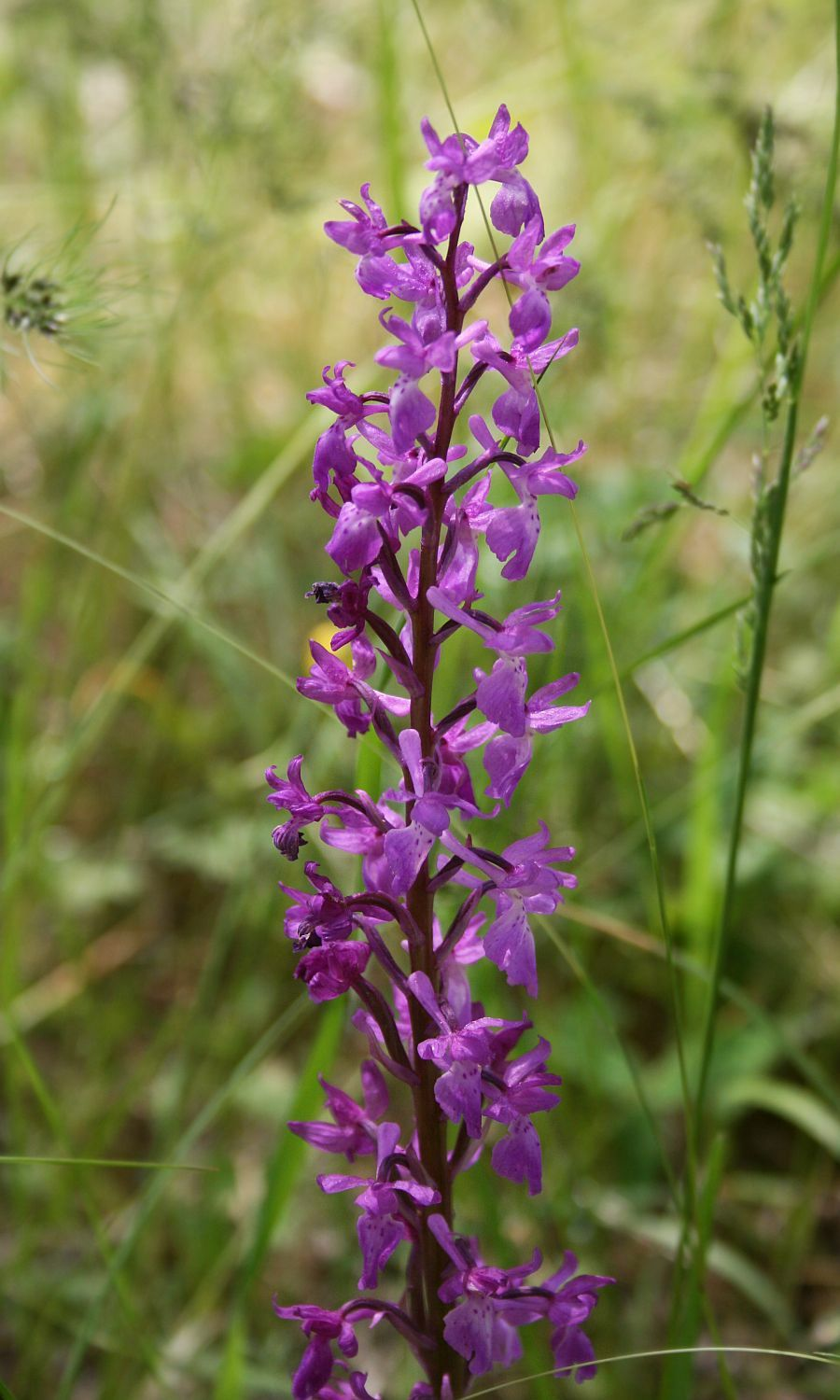
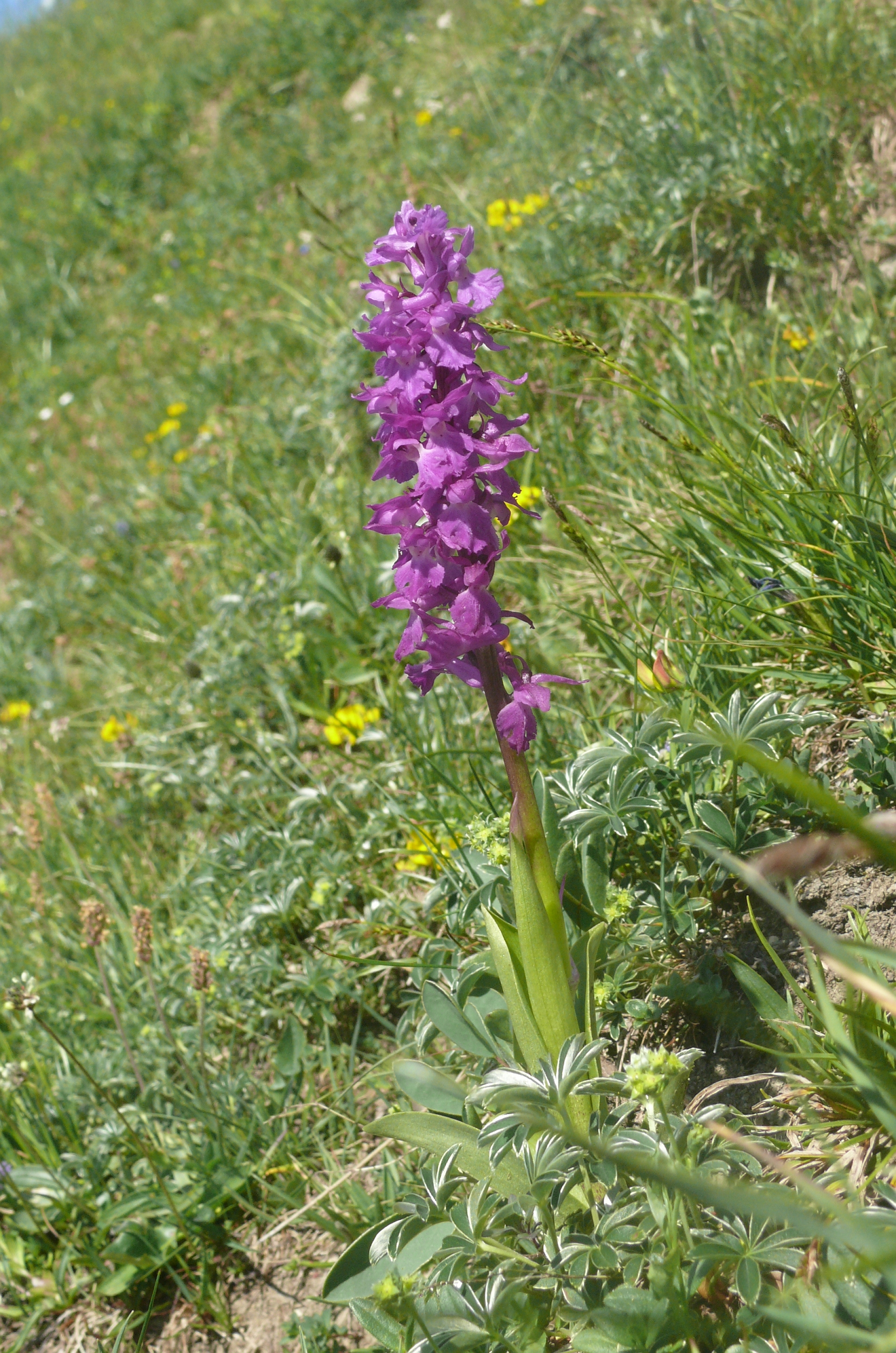
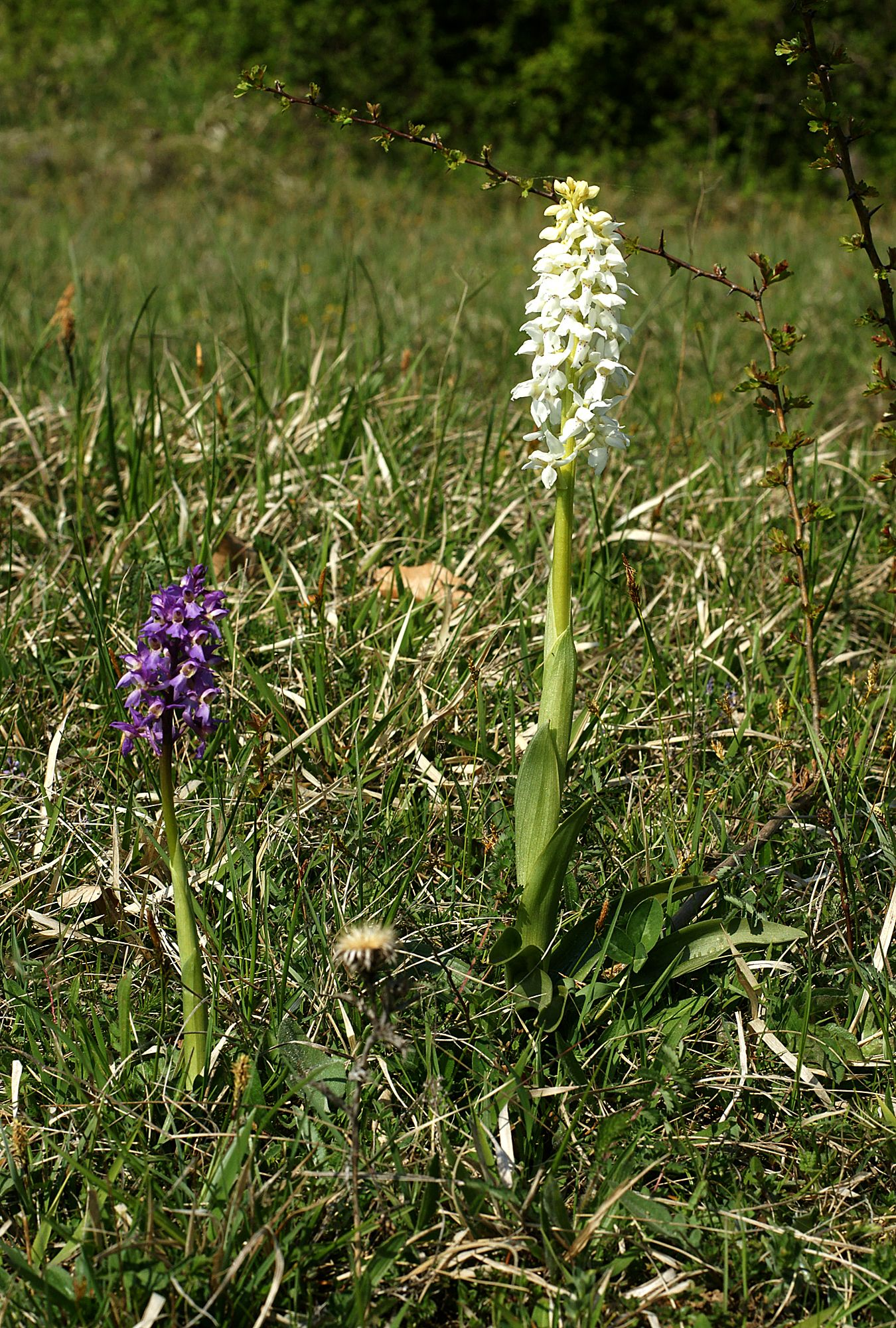